# Sali (Kroatien)
Sali ist eine Gemeinde auf der Insel Dugi Otok in Kroatien.

## Lage und Einwohner
Sali ist der größte Ort auf der Insel und gleichzeitig der Hauptort der Gesamtgemeinde Sali. Zu ihr gehören: Božava, Brbinj, Dragove, Luka, Savar, Soline, Veli Rat, Verunić, Zaglav, Zverinac und Žman. Im Jahre 2021 hatte die Gesamtgemeinde 1746 Einwohner. Zverinac ist das einzige Dorf, das nicht auf der Insel Dugi Otok liegt. Sali befindet sich an der gleichnamigen Bucht am südlichen Teil der Insel. Sali ist zudem Verwaltungssitz des Naturparks Telašćica. Die Autofähre der Jadrolinija kommt von Zadar und legt in Brbinj an. Die Personenfähre der G&V Line Iadera steuert Sali und Zaglav an.
| Bevölkerungsentwicklung vom Dorf Sali | Bevölkerungsentwicklung vom Dorf Sali | Bevölkerungsentwicklung vom Dorf Sali | Bevölkerungsentwicklung vom Dorf Sali | Bevölkerungsentwicklung vom Dorf Sali | Bevölkerungsentwicklung vom Dorf Sali | Bevölkerungsentwicklung vom Dorf Sali | Bevölkerungsentwicklung vom Dorf Sali | Bevölkerungsentwicklung vom Dorf Sali | Bevölkerungsentwicklung vom Dorf Sali | Bevölkerungsentwicklung vom Dorf Sali | Bevölkerungsentwicklung vom Dorf Sali | Bevölkerungsentwicklung vom Dorf Sali | Bevölkerungsentwicklung vom Dorf Sali | Bevölkerungsentwicklung vom Dorf Sali | Bevölkerungsentwicklung vom Dorf Sali | Bevölkerungsentwicklung vom Dorf Sali |
| ------------------------------------- | ------------------------------------- | ------------------------------------- | ------------------------------------- | ------------------------------------- | ------------------------------------- | ------------------------------------- | ------------------------------------- | ------------------------------------- | ------------------------------------- | ------------------------------------- | ------------------------------------- | ------------------------------------- | ------------------------------------- | ------------------------------------- | ------------------------------------- | ------------------------------------- |
| 1857                                  | 1869                                  | 1880                                  | 1890                                  | 1900                                  | 1910                                  | 1921                                  | 1931                                  | 1948                                  | 1953                                  | 1961                                  | 1971                                  | 1981                                  | 1991                                  | 2001                                  | 2011                                  | 2021                                  |
| 449                                   | 644                                   | 586                                   | 713                                   | 830                                   | 880                                   | 1117                                  | 1097                                  | 1230                                  | 1227                                  | 1178                                  | 1106                                  | 877                                   | 1190                                  | 769                                   | 740                                   | 726                                   |

Die Gesamtgemeinde Sali hat 1746 Einwohner (Stand: 2011), die sich auf folgende 12 Dörfern verteilen.
- Božava – 118 Einwohner
- Brbinj – 70 Einwohner
- Dragove – 18 Einwohner
- Luka – 124 Einwohner
- Sali – 726 Einwohner
- Savar – 35 Einwohner
- Soline – 59 Einwohner
- Veli Rat – 91 Einwohner
- Verunić – 54 Einwohner
- Zaglav – 171 Einwohner
- Zverinac – 55 Einwohner
- Žman – 225 Einwohner

## Geschichte
Die erste schriftliche Erwähnung der Siedlung Sali erfolgte im Jahr 1105. Der Name stammte von der Haupteinnahme, dem Salz. Die der Himmelfahrt von Sali gewidmete Kirche wird bereits 1350 erwähnt. Die heutige Kirche wurde 1465 im gotischen Stil erbaut, 1581 erweitert und 1871 und 1895 renoviert.
1841 wurde die erste Grundschule in Sali gegründet. Bis 1873 wurde in Italienisch unterrichtet. Nach und nach hatten alle Dorfteile ihre eigene Schule. Heute haben nur Sali und Božava ihre eigene Schule.
Die Fischkonservenfabrik „Mardešić“ betreibt seit 1905 in der Siedlung eine eigene Fabrik, und bis in die 1980er Jahre eine eigene Fischereiflotte. Sie ist die älteste in Kroatien. Hauptsächlich werden Sardinen und Makrelen verarbeitet sowie das Salzen von Sardellen. Die Fabrik war und ist ein wichtiger Arbeitgeber auf der Insel Dugi Otok. Je nach Fangsaison arbeiten hier 65 bis 75 Leute. Früher waren es mit den Fischern zusammen 450. Bis in die 1980er Jahre wurde am Bootsanleger abgepackt, danach entstand das neue Fabrikgebäude ein wenig außerhalb. 2017 kaufte die Firma Pilchardus aus Zadar und die französische Traditionsfirma Chancerelle die Fischfabrik und investieren in den Maschinenpark und in die Infrastruktur.

## Galerie

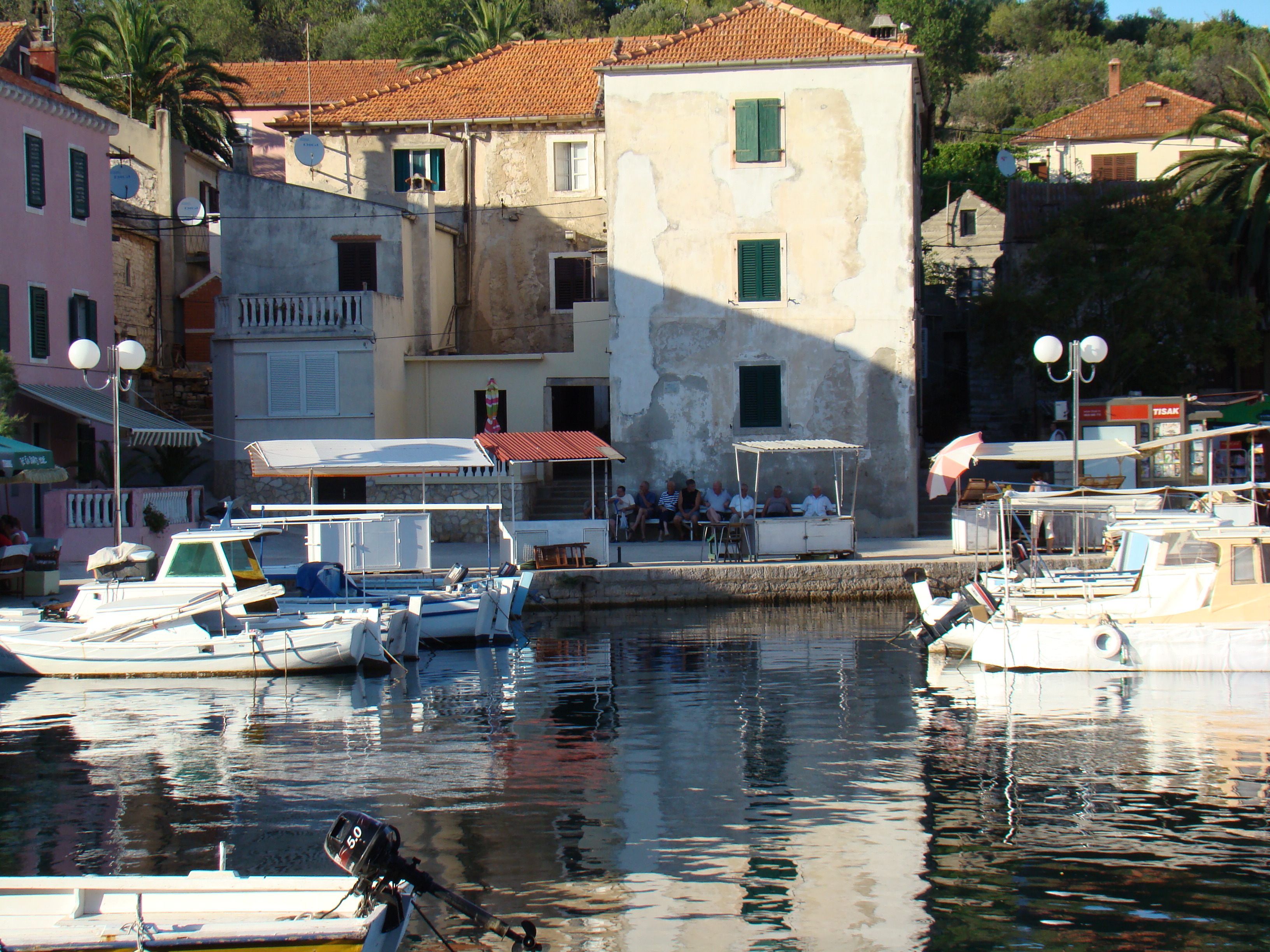
Im Hafen
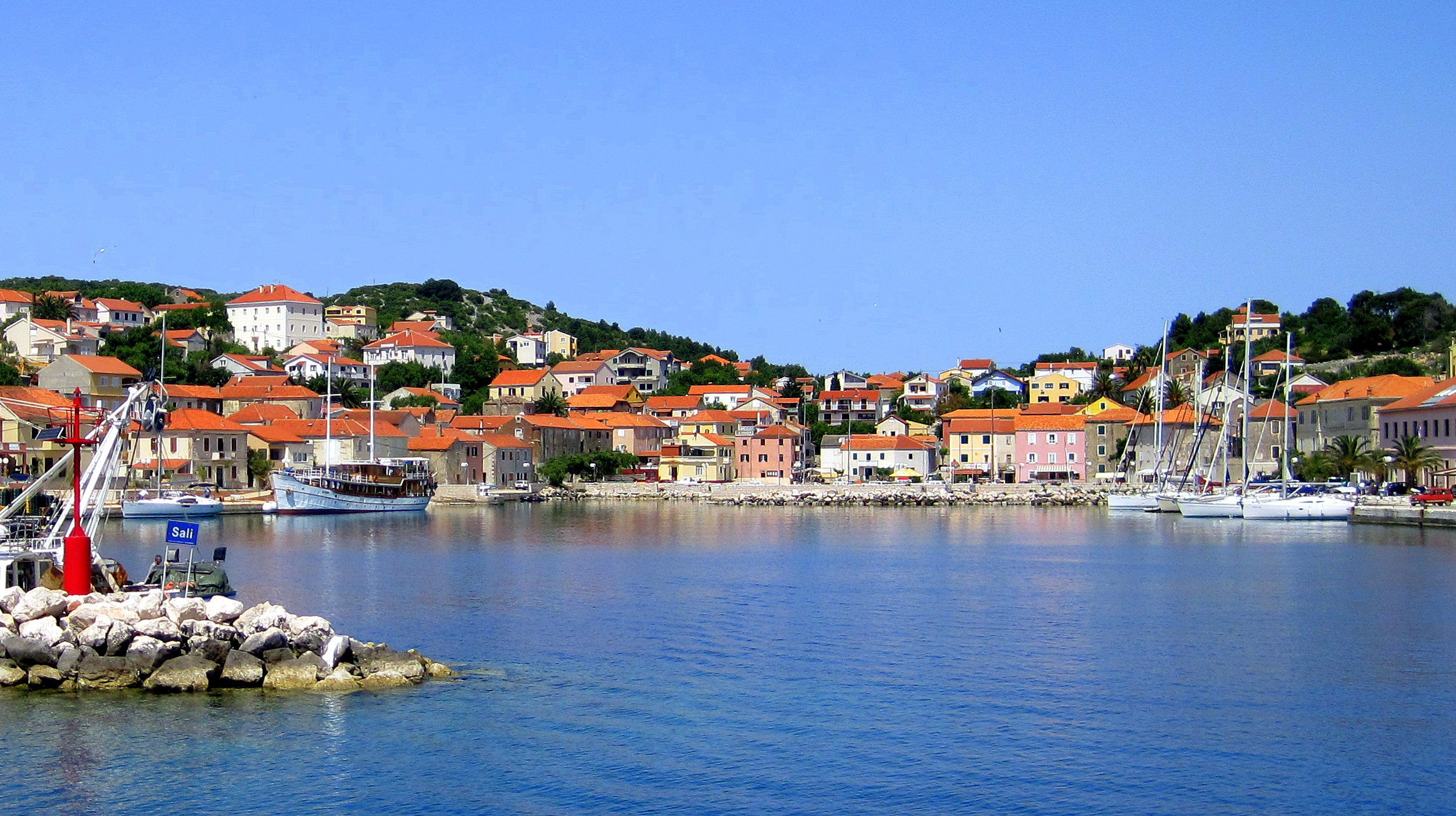
Sali
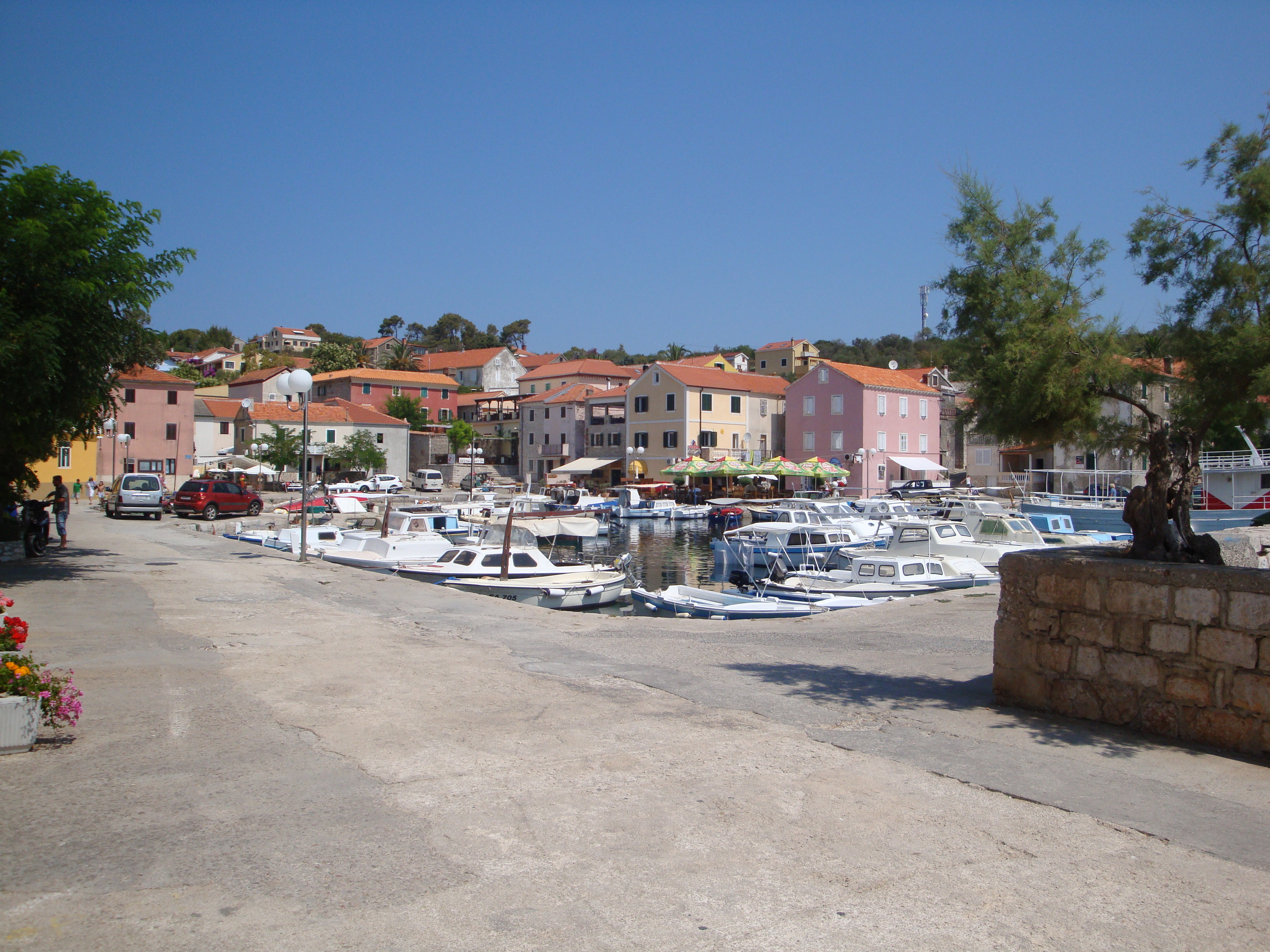
Im Hafen
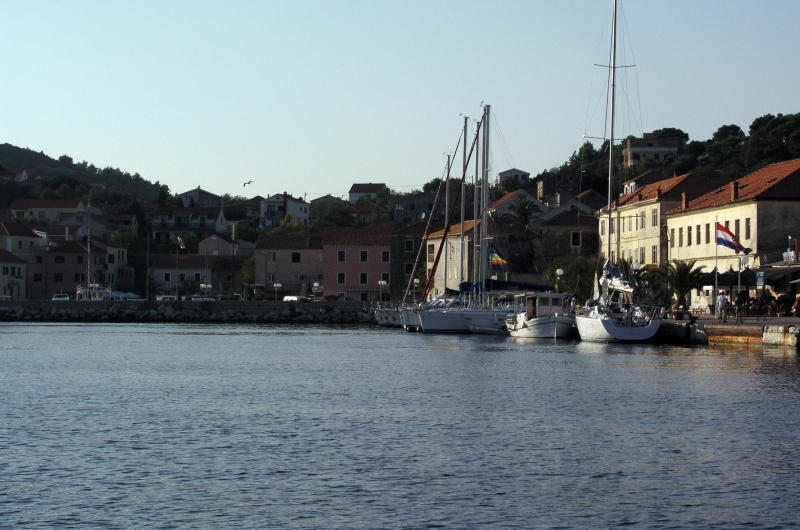
Im Hafen